# Syllis brevicollis
Syllis brevicollis är en ringmaskart som beskrevs av Ehlers 1874. Syllis brevicollis ingår i släktet Syllis och familjen Syllidae. Inga underarter finns listade i Catalogue of Life.